# Janna Terzi
Janna Terzi (gr. Γιάννα Τερζή, Yianna Terzi; ur. 1 grudnia 1980 w Salonikach) – grecka piosenkarka i autorka piosenek, reprezentantka Grecji w 63. Konkursie Piosenki Eurowizji (2018).

## Dyskografia

### Albumy studyjne
- Gyrna to kleidi (2006)[2]
- Ase me na taxidepso (2008)[3]